# نيك بيركلي
نيك بيركلي (بالإنجليزية: Nick Berkeley)‏ هو مصور بريطاني، ولد في 1956 في لندن في المملكة المتحدة.